# Tao Hongjing
Tao Hongjing (ur. 456, zm. 536) – chiński filozof taoistyczny i lekarz, znany także jako uzdolniony poeta, kaligraf oraz malarz. Pośmiertnie otrzymał tytuł Mistrza Zhenbai (貞白先生, Zhenbai xiansheng).

## Życiorys
Pochodził z Moling, położonego w okolicach dzisiejszego Nankinu. Przez kilka lat był wysokim urzędnikiem na dworze południowych Qi. W 492 roku porzucił życie dworskie i zamieszkał w pustelni na górze Mao Shan, gdzie poświęcił się studiowaniu taoizmu według wykładni Szkoły Najwyższej Czystości (上清, Shangqing). Jako przyjaciel i doradca buddyjskiego cesarza Wudi z dynastii Liang uniknął rozpoczętych w 504 roku prześladowań mistrzów taoistycznych.
Tao Hongjing dokonał syntezy filozoficznych nauk Daodejing i Zhuangzi z alchemicznymi dociekaniami Ge Honga koncentrującymi się wokół metod osiągnięcia nieśmiertelności. Do jego najważniejszych pism taoistycznych należą Zhengao (真誥) i Dengzhen jinyue (登真隱訣). Pozostawił też po sobie kilka fundamentalnych prac poświęconych medycynie chińskiej, m.in. Bencao jingjizhu (本草经集注).